# Sophie Fisher
Pour les articles homonymes, voir Fisher.
Pas d'image ? Cliquez ici

a Compétitions nationales et continentales officielles uniquement.

b Matchs officiels uniquement.
Dernière mise à jour le 27 octobre 2024.
Sophie Fisher, née le 25 novembre 1998, est une joueuse internationale néo-zélandaise de rugby à XV, évoluant au poste de pilier. Elle porte les couleurs des Blues en Super Rugby Aupiki.
Elle a la particularité pour son poste de buter.

## Biographie
Née le 25 novembre 1998, Sophie Fisher pratique d'abord le hockey puis commence la pratique du rugby à XV au lycée. Formée au club de Ponsonby RFC, elle commence sa carrière en deuxième ligne. C'est à son arrivée à Auckland qu'elle est replacée en première ligne, au poste de pilier droit.
En 2022, elle est appelée tardivement avec les Blues.
Au mois d'avril 2023, elle signe un contrat avec la fédération néo-zélandaise. Elle remporte le Championnat des provinces néo-zélandaises avec le Auckland Storm. À l'automne, elle participe à domicile au WXV et connaît sa première sélection avec les Black Ferns.
Blessée, elle n'est pas retenue pour le WXV 2024.

## Palmarès
- Vainqueur de la Farah Palmer Cup en 2023.
- Vainqueur du Super Rugby Aupiki en 2024 et 2025.